# Come as You Are (film, 2018)
Pour l’article homonyme, voir Come as You Are.
Pour plus de détails, voir Fiche technique et Distribution.
Come as You Are (The Miseducation of Cameron Post) est un film dramatique britannico-américain coécrit, coproduit et réalisé par Desiree Akhavan, sorti en 2018. Il s'agit de l’adaptation du roman du même titre original d'Emily Danforth.

## Synopsis
Dans les années 1990, Cameron Post découvre son homosexualité à l'âge de douze ans. Après la mort de ses parents dans un accident de voiture, elle est accueillie par la famille très conservatrice de sa tante, qui l'envoie dans un camp pour suivre une « thérapie » pour apprendre les relations amoureuses « appropriées ».

## Fiche technique
Sauf indication contraire, les informations mentionnées dans cette section peuvent être confirmées par la base de données cinématographiques IMDb,  présente dans la section « Liens externes ».
- Titre original : The Miseducation of Cameron Post
- Titre français : Come as You Are
- Réalisation : Desiree Akhavan
- Scénario : Desiree Akhavan et Cecilia Frugiuele, d'après le roman d'Emily M. Danforth The Miseducation of Cameron Post
- Décors : Markus Kirschner
- Costumes : Stacey Berman
- Photographie : Ashley Connor
- Montage : Sara Shaw
- Musique : Julian Wass
- Production : Michael B. Clark, Cecilia Frugiuele, Jonathan Montepare et Alex Turtletaub
  - Producteurs délégués : Desiree Akhavan et Olivier Kaempfer
  - Coproducteur : Rob Cristiano
- Sociétés de production : Beachside Films et Parkville Pictures
- Sociétés de distribution : FilmRise ; Vertigo Releasing
- Pays d'origine :  États-Unis /  Royaume-Uni
- Langue originale : anglais
- Format : couleur
- Genre : drame
- Durée : 90 minutes
- Dates de sortie :
  - États-Unis : 22 janvier 2018 (Festival du film de Sundance) ; 3 août 2018 (sortie nationale)
  - France : 18 juillet 2018
  - Royaume-Uni : 31 août 2018

## Distribution
- Chloë Grace Moretz (VF : Heloïse Chettle) : Cameron Post
- Sasha Lane (VF : Sophie O) : Jane Fonda
- John Gallagher, Jr. (VF : Michaël Cermeno) : révérend Rick
- Forrest Goodluck (VF : Julien Chettle) : Adam Red Eagle
- Jennifer Ehle (VF : Magali Mestre) : Dr Lydia Marsh
- Quinn Shephard : Coley Taylor
- Emily Skeggs (VF : Fanny Gatibelza) : Erin
- Dalton Harrod : Jamie
- Christopher Dylan White : Dane Bunsky
- Steven Hauck : pasteur Crawford
- Isaac Jin Solstein : Steve Cromps
- Melanie Ehrlich : Helen Showalter
- McCabe Slye : Brett
- Kerry Butler : Ruth Post
- Owen Campbel : Mark
- Marin Ireland : Bethany
- Billy Brannigan : un disciple

## Sortie

### Festival
Come as You Are est présenté au Festival du film de Sundance 2018, où il remporte le grand prix du jury.

### Accueil critique
Lors de sa sortie en France, le site Allociné recense une moyenne des critiques presse de 2,7/5, et des critiques spectateurs à 3,7/5.
Côté positif, Le Parisien écrit à propos du film qu'il « met la lumière sur ces établissements religieux et archaïques qui existent toujours aujourd’hui aux Etats-Unis. Il aborde avec subtilité la question de la découverte, par des adolescents, de leur homosexualité. ». Télérama écrit que « la réalisatrice signe un film pour ados souvent simplificateur, où les abus dévastateurs de la « cure » n’empêchent pas de rester cool. »

## Distinction
- Festival du film de Sundance 2018 : grand prix du jury.